# ذو نواس
يوسف أسار يثأر الحميري (تـ 530م): آخر ملوك الدولة الحميرية الشرعيين، وصل إلى الحكم في سنة 522م. ولم يُعثر حتى الآن على أي دليل أثري للملك يوسف الحميري في اليمن، يدعم أصوله أو إنجازاته، سوى ثلاثة نقوش في آبار حمى وجبل الكوكب بمنطقة نجران جميعها مؤرخة في شهر ذو القيظ وذو مذراء سنة 633 حـ بالتقويم الحميري الموافق يونيو ويوليو 523م (النقوش: Ry 507 وRy 508 وJa 1028)، وقد أشير فيها إلى حروب وقعت بين الأحباش وبين الملك يوسف الحميري، ولم يلقب "يوسف" باللقب الطويل المألوف بل نعتاه بـ "الملك يوسف أسار يثأر" فقط.ويستنتج من عدم تلقيب "يوسف" باللقب الملكي الطويل المألوف، أن ملكه لم يكن متسعًا وأن سلطانه لم يكن عاما شاملا كل اليمن، بل كان قاصرًا على مواضع منها، فقد كان الأحباش يحتلون جزءًا منها بما في ذلك عاصمة حمير مدينة ظفار يريم وكان الأقيال ينازعونه السلطة وقد كونوا لهم إقطاعيات مستقلة، نازعت الملك على الحكم والسلطان. وكانت الفتن مستعرة وهذا مكن الحبش من انتهاز الفرص؛ فأخذوا يتوسعون بالتدرج حتى قضوا على استقلال البلاد واستولوا عليها، وتلقب حكام الحبش باللقب الملكي اليماني الطويل المألوف دلالةً على سيطرتهم على اليمن (النقشان: DAI GDN 2002-20 وCIH 541)،
وقد ذكر "شمعون الأرشامي" أنه كان قد رافق "إبراهيم" والد "نونوسوس" الشهير في رسالة خاصة أمر بها القيصر جستين الأول إلى ملك الحيرة المنذر الثالث. وكان ذلك في العشرين من كانون الثاني من سنة 835 من التاريخ السلوقي الموافق فبراير 523 للميلاد. فلما بلغا قصر الملك، سمعا بأخبار استشهاد نصارى نجران. وعلم به "شمعون" من كتاب وجهه ملك حمير إلى ملك الحيرة، يطلب منه أن يفعل بنصارى مملكته ما فعله هو بنصارى نجران. وقد قرئ الكتاب أمامه، فوقف على ما جاء فيه، وعلم به أيضًا من رسول أرسله في الحال إلى نجران ليأتيه بالخبر اليقين عن هذه الأعمال المحزنة التي حلت بالمؤمنين. وقد وجه شمعون في نهاية الرسالة نداء إلى الأساقفة خاصة أساقفة الروم ليعلمهم بهذه الفاجعة التي نزلت بإخوانهم في الدين، وإلى بطريق الإسكندرية ليتوسط لدى نجاشي الحبشة في مساعدة نصارى اليمن.وفي عام 523م، بناء على طلب الإمبراطور جستين الأول، قامت الحبشة بحملة على الدولة الحميرية، فاحتلت ساحل تهامة، وظفار، ولاحقاً حررت مدينة نجران أيضًا. وفي المرويات اليونانية لما قام الملك ذو نواس (dunaas) ملك حمير، بتعذيب نصارى نجران، ولما بلغ ملك الحبشة إل إصبحة (Elesbas) الخبر، وجه إليه حملة عسكرية. فلما دخلت جيوشه أرض حمير، فر ذا نواس إلى الجبال فتحصن فيها، حتى إذا سنحت له الفرصة خرج فقتل من بقي من جيش النجاشي في اليمن، واحتل ذا نواس مدينة نجران، فقام عندئذ النجاشي بحملة ثانية فانتصر بها على على ذا نواس، وعين أبرهة في مكانه.
وقد ذكرت التواريخ هذا الملك على أنه كان حاكماً دموياً وقاسياً. حتى أنه يقال أن التعذيب الذي مارسه ضد شعبه قد فاق الحد لدرجة أدهشت المؤرخين، ووفق النقوش التي تم العثور عليها، ففي النص (Ry 508) المؤرخ في يونيو 523م، قام بحملة على ظفار حيث الأحباش، ودمر كنيستها، ثم توجه إلى الأشاعر، ومنها غزا المخأ ودمر المدينة وكنيستها، ورابط بها في «حصن المندب»، ثم توجه نحو نجران، وخلال حملته هذه أَفْنَى 13 ألف واحتجز 9500،وفي النص (Ry 507) المؤرخ في يوليو 523م، دون ما حققه من إنجازات، وذكر أنه أَهلك 14 ألف وأعتقل 11 ألف،وفي النص (Ja 1028) المؤرخ أيضاً في يوليو 523م، قتل 12500 وأسر 11 ألف من مناطق: ظفار والركب والأشعر وفرسان والمخأ ونجران؛ أي أنه قتل في شهرين ما يقارب من أربعين ألفا من أعدائه الأحباش المحتلين وكذلك من شعبه، هذا فقط في النقوش التي تم العثور عليها.
وفقاً للمصادر السريانية فإن يوسف ذا نواس، كانت أمه يهودية من أهل نصيبين وقعت في الأسر، فتزوجها ملك حمير، فأولد منها يوسف. ومعنى هذا أنه ابن ملك حميري سابق.وفي مزاعم ابن الكلبي أن يوسف ذا نواس هو حفيد أبي كرب أسعد، قال:«فولد حسان ذو معاهر بن تبع أسعد أبي كرب: تبع زرعة ذا نواس بن حسان ذي معاهر، فلما تهود سمي يوسف، وهو الذي خد الأخدود بنجران وقتل النصارى».بينما ذكر ابن عباس أن اسمه يوسف بن شرحبيل، وقد يكون ابن الملك شرحبيل يكف.وزعم عبيد بن شرية أن ذا نواس يوسف بن تبع الأصغر بن حسان ذي معاهر بن تبع أسعد هو الذي قتل لخيعة ينوف وهو ذو شناتر الذي كان ينكح ولدان حمير لكي لا يملكوا لأنهم لم يكونوا يملكون من نُكح.ولا يمكن الركون إلى هذه القصة حيث يختفي الملك لحيعة ينوف قبل صعود يوسف أسار للحكم بثلاثين عاما تقريباً، إلا أن هناك رجلاً في زمن مرثد ألن كان يدعى أيضاً لحيعة ينوف وهو أمير قبيلة ذي أصبح في سنة 504م (النقش: Fa 74)، ولكن لم يعثر على نقش يثبت صعود لحيعة ينوف الأصبحي إلى العرش.
وفقاً للمصادر العربية، فكان الملك يوسف يدين باليهودية، فبلغه أن أهل نجران مقبلون على النصرانية، فسار إليهم وحفر أخاديد (حفرا مستطيلة) في موضع الهجر القديمة،وملأها جمرا وجمع المتنصرين منهم، فعرضهم على النار، فمن رجع إلى اليهودية نجا، ومن أبى هوى. ويشير وهب بن منبه أن قتلاء نجران اثنا عشر ألفاً، بينما قدرهم ابن إسحاق بعشرين ألفا. وعلى إثر وقعة نجران، اتفق الرومان والحبشة على قتاله، فزحف جيش النجاشي (ملك الحبشة) وكان على النصرانية، بجيش كبير، فقاتله ذو نواس على ساحل البحر الأحمر عند عدن، فكان الظفر للأحباش، وخاف ذو نواس الأسر فأطلق جواده نحو البحر، فألقى نفسه راكبا فمات غريقا. أما الروايات الحبشية والإغريقية، فإنها ترى أن ذو نواس سقط حيًّا في أيدي الأحباش فقتلوه. وذكر بروكوبيوس القيسراني أن الحبشة عينت رجلًا نصرانيًّا من حمير اسمه سميفع أشوع ملكًا على حمير، وذلك بعد قتل الملك الحميري الذي عذب النصارى في بلاده، ويقصد به ذو نواس.
أما المصادر الآثارية، فيشر نقش حصن غراب (CIH 621) المؤرخ في شهر ذو الحلة سنة 640 حـ في التقويم الحميري الموافق فبراير 530م أن الأحباش فتحوا أرض حمير، وقتلوا ملكها وأقياله الحميريين والأرحبيين، يشير إلى الملك "ذي نواس"، وإن لم يرد بالنص على اسمه. ويرى العالم هوغو وينكلر مستندًا إلى نص "حصن غراب" أن "ذا نواس" كان هو البادئ بالحرب، وأن السميفع أشوع وأولاده أصحاب النص كانوا في معية الملك ذي نواس في حملته على الحبشة، غير أنه لم يكتب له التوفيق، وأصيب بهزيمة إذ سقط فهزم جمعه. وعندئذ غزا الحبش أرض اليمن واستولوا عليها. فأسرع السميفع أشوع وأولاده في الذهاب إلى حصن "ماوية" للتحصن فيه ولتقوية وسائل دفاعه، ولم تكن قلوب هؤلاء مع ذي نواس، وإنما أكرهوا على الذهاب معه. وبقوا في حصنهم هذا إلى أن دخل الحبش أرض اليمن، فتفاهم السميفع معهم، وفاوضهم.

## النقوش

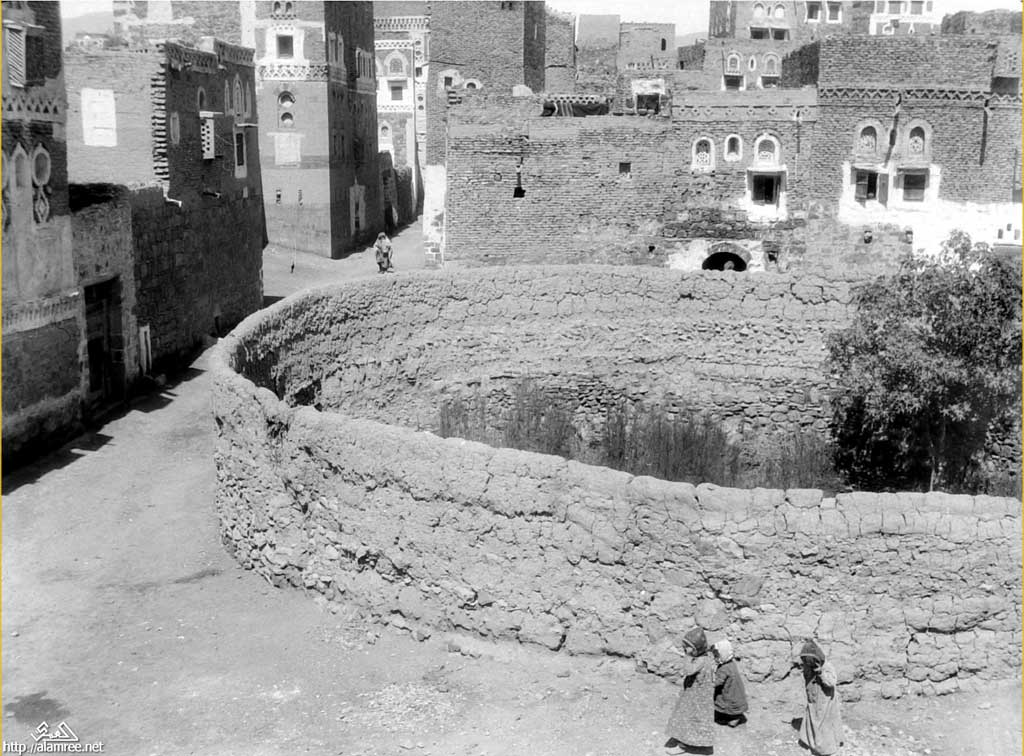
كنيسة أبرهة الحبشي في صنعاء القديمة

## قصته في المصادر العربية

### رواية ابن عباس
عن ابن عباس قال: «كَانَ بِنَجْرَانَ مَلِكٌ مِنْ مُلُوكِ حَمِيرَ يُقَالُ لَهُ: يُوسُفُ ذُو نُوَاسِ بْنِ شُرَحْبِيلَ فِي الْفَتْرَةِ قَبْلَ مَوْلِدِ النَّبِيِّ صَلَّى اللَّهُ عَلَيْهِ وَسَلَّمَ بِسَبْعِينَ سَنَةٍ،  وَكَانَ فِي بِلَادِهِ غُلَامٌ يقال له عبدالله بن ثامر»، وذكر خبراً طويلا.

### رواية عبيد بن شرية
يشير عبيد بن شرية لحادثة الأخدود وتوبة يوسف ذا نواس، قال: «حمير بعثت إلى ذي نُوَاس فعرضوا عليه المملكة فما تكرَّه عليهم، فملكَّوُه أمْرَهم. وذو نُواس هذا صاحب الأخدود الذي ذكره الله في كتابه، وذلك أنه دان باليهودية، وبلغه عن أهل نَجْران أنهم دخلوا في النصرانية برجل أتاهم من جهة ملوك غسّان فعلمهم ايَّاها، فسار إليهم بنفسه حتى عرضهم على أخاديد احتفرها في الأرض وملأها جَمْراً، فمن تابعه على دينه خَلَّى عنه، ومن أقام على النصرانية قذفه فيها، حتى أتي بامرأة معها صبيٌّ لها ابن سبعة أشهر فقالت إن لم أرجع عن ديني فليس الا من رحمتك. فقال ابنها، وهو رضيع وهو في حجرها - يا أمّاه امضى على دينك، فإنه لانار بعدها، فعجبت المرأة من كلام الغلام، ومضت على دينها، ورمى بها وابنها في النار، وبلغ ذا نواس ففزع وكفَّ، وخرج من نجران حتى أتى صنعاء، ورفع الأخاديد».

### رواية الكلبي
قال ابن الكلبي: «لما كان من أمر ذي نُواس ما كان في أرض نَجْرَان حين ألقاها في الأخاديد وحرَّقَهم بالنار، خرج عند ذلك رجلٌ من اليمن يقال له دَوْس بن عازب ذي ثعلبان الحميري، مراغما لذي نُوَاس بالخَيْل حتى دخل الرَّمل ففاتهم، فعند ذلك قالت حِمْيَر دعوه فقد قتل نفسه. فلن يَنْجُوَ من الرمل، فنجا دَوْسُّ من الرمل، وكان على دين النصرانية. فشكا إلى ملك الحبشة ما لقي أهل نجران من ذي نواس، وقال إنهم أهل نصرانية، وانت أحق من انتصر منهم لهم. فكتب ملك الحبشة إلى قيصر يُعْلِمُه، ويستأذنه في التوجه إلى اليمن. فكتب إليه يأمره بذلك، وأعلمه أنه سيظهر عليها، وأمره أن يولي دَوْس بن عازب الحِمْيَريْ أمر قومه. فبعث إليه ملك الحبشة سبعين ألفا من الحبشة، وجعل على ضبطهم قائدا من قُوَّده يقال له أرباط، وقال له: إذا ظهرتم على ذي نُواس فليكن دَزْسُ بن عازب على قومه، وكنت أنت على ضبط الجيش وساروا حتى خرجوا إلى أرض اليمن، وسمع بهم ذُ نُوَاس، فجمع لهم وخرج إليهم. فاقتتلوا قتالا شديدا. وكانت نقمة الله في ذي نُوَاس وأصحابه، لإحراقهم المؤمنين، فانهزمت حِمْيَر وقُتِلَ بَشَرُّ كثير. فلما رأى ذو نواس وأصحابه ذلك أقحم فَرَسه البحر فأغرق نفسه، وظفر السودان بعسكره. فلما رأى ذلك أبْرَهة الأشرم نازع أرباط الجيش. وقال: أنا أحق أن أضبط جيش الحبشة. فقال لهما دَوْسُ بن عازب بن ذي ثعلبان الحميري: ما كنت لأدخل في شيء من أمركما. فصارت الحبشة حِزْبَيْن. حزب مع أبرهة وحزب مع أرباط وتهيئوا للحرب، فأقبل عَتْوَة بن الحبتري الحميري - وكان من أبطال حمير ورجالها - فقال لأبرهة: إن أرباط لو قُتِلَ لاستقامت لك الحبشة، قال: أجل، فمن يقتله؟ قال عَتْوَدة بن الحبتري: أنا أقتله. فقال أبرهة: وكيف ذلك؟ قال: تدعوه إلى البراز لك. فأكمن أنا له فإذا برز إليك خرجتُ إليه من خلفه فَقَتَلْتَهُ. قال: فبعث أبرهة إلى أرباط - وكان أبرهة رجلا قصيرا فحمل عليه أرباط فضربه بعمود كان معه - وهو يريد رأسه - فقصر وشرم حاجبه وعَيْنه وأنفه وشَفَتَه، فبذلك سمي الأشرم. وحمل عَتْوَدَة على أرباط فطعنه فقتله، واستولى عند ذلك أبرهة على الحبشة. وكان صاحب الجيش عَتْوَدَة من تحت يد أبرهة وسار أبرهة حتى ورد أرض اليمن، وكان عتودة صاحب أمره، فلما ورد أرض اليمن تركت مذبح وهمدان سهل البلاد وصعدوا إلى الجبل، وقالوا: لاندخل في طاعة أحد غير حمير. وانما كان البلد الذي نزله أبرهة بلد حمير وهمدان ومذبح وبني نهد. فأما مذبح وهمدان فاعتصموا بجبالهم وامتنعوا بالخيل والعدة، وكانوا يغيرون على أبرهة إذا وجدوا الفرصة، ثم يصعدون إلى جبالهم، ولم يكن بينهم وبين أبرهة سِلْم، وكانوا له حربا، وهم في جبالهم، ولم ينزلوا إلى السهل حتى قدم ابن ذي يزن اليمن. وأما بنو نهد فوادعوا أبرهة على أن ينزلوا السَّهل من أرض اليمن آمنين، لايعرض لهم أحدٌ من قِبَل أبرهة، ولا يعرضون لأحد من أصحاب أبرهة. وتركوا عند أبرهة رَجُلاً رهينة من ساداتهم يقال له طُفَيْل بن عبد الرحمن بن طفيل بن كعب الهندي».

### رواية ابن إسحاق
محمد بن إسحاق عن يزيد بن زياد مولى لبني هاشم، عن محمد بن كعب القرظي وغيره قال: «أن أهل نجران كانوا أهل شرك يعبدون الأوثان، وكان في قرية من قراها قريباً من نجران - ونجران القرية العظمى التي إليها جماع أهل تلك البلاد - ساحر يعلم غلمان أهل نجران السحر، فلما أن نزلها فيميون - قال: ولم يسموه باسمه الذي سماه به وهب بن منبه، قالوا: رجل نزلها - ابتنى خيمة بين نجران وبين تلك القرية التي بها الساحر، فجعل أهل نجران يرسلون غلمانهم إلى ذلك الساحر يعلمهم السحر، فبعث الثامر ابنه عبد الله ابن الثامر، مع غلمان أهل نجران، فكان إذا مر بصاحب الخيمة أعجبه ما يرى من صلاته وعبادته، فجعل يجلس إليه ويسمع منه حتى أسلم، فوحد الله وعبده وجعل يسأله عن الاسم الأعظم - وكان يعلمه - فكتمه إياه وقال: يا بن أخي، إنك لن تحتمله؛ أخشى ضعفك عنه. فلما أبى عليه - والثامرأبو عبد الله لا يظن إلا أن ابنه عبد الله يختلف إلى الساحر كما يختلف الغلمان - فلما رأى عبد الله أن صاحبه قد ضن به عنه، وتخوف ضعفه فيه عمد إلى قداح فجمعها، ثم لم يبق لله اسماً يعلمه إلا كتبه في قدح؛ لكل اسم قدح؛ حتى إذا أحصاها أوقد لها ناراً، ثم جعل يقذفها فيها قدحاً قدحاً؛ حتى إذا مر بالأسم الأعظم قذف فيها بقدحه، فوثب القدح حتى خرج منها، لم يضره شيء؛ فقام إليه فأخذه، ثم أتى صاحبه، فأخبره أنه قد علم الاسم الذي كتمه، فقال له: ما هو ؟ قال؛ كذا وكذا، قال: وكيف علمته ؟ فأخبره كيف صنع، قال: فقال: يا بن أخي، قد أصبته فأمسك على نفسك، وما أظن أن تفعل. فجعل عبد الله بن الثامر إذا أتى نجران لم يلق أحداً به ضر إلا قال له: يا عبد الله، أتوحد الله وتدخل في ديني فأدعو الله فيعافيك مما أنت فيه من البلاء ؟ فيقول: نعم، فيوحد الله ويسلم، ويدعو له فيشفى، حتى لم يبق أحدٌ بنجران به ضر إلا أتاه فاتبعه على أمره، ودعا له فعوفى، حتى رفع شأنه إلى ملك نجران، فدعاه فقال له: أفسدت على أهل قريتي، وخالفت ديني ودين آبائي، لأمثلن بك ! قال: لا تقدر على ذلك، فجعل يرسل به إلى الجبل الطويل فيطرح عن رأسه فيقع على الأرض، ليس به بأس، وجعل يبعث به إلى مياه بنجران، بحور لا يقع فيها شيء إلا هلك، فيلقى فيها فيخرج ليس به بأس، فلما غلبه، قال عبد الله بن الثامر: إنك والله لا تقدر على قتلي حتى توحد الله فتؤمن بما آمنت به؛ فإنك إن فعلت ذلك سلطت على قتلتني، فوحد الله ذلك الملك، وشهد بشهادة عبد الله ابن الثامر، ثم ضربه بعصا في يده فشجه شجة غير كبيرة فقتله؛ فهلك الملك مكانه، واستجمع أهل نجران على دين عبد الله بن الثامر، وكان على ما جاء به عيسى بن مريم من الإنجيل وحكمه، ثم أصابهم ما أصاب أهل دينهم من الأحداث، فمن هنالك كان أصل النصرانية بنجران.  فسار إليهم ذو نواس بجنوده من حمير وقبائل اليمن، فجمعهم ثم دعاهم إلى دين اليهودية، فخيرهم بين القتل والدخول فيها، فاختاروا القتل، فخد لهم الأخدود، فحرق بالنار، وقتل بالسيف؛ ومثل بهم كل مثلة، حتى قتل منهم قريباً من عشرين ألفاً».